# Reichsapfel

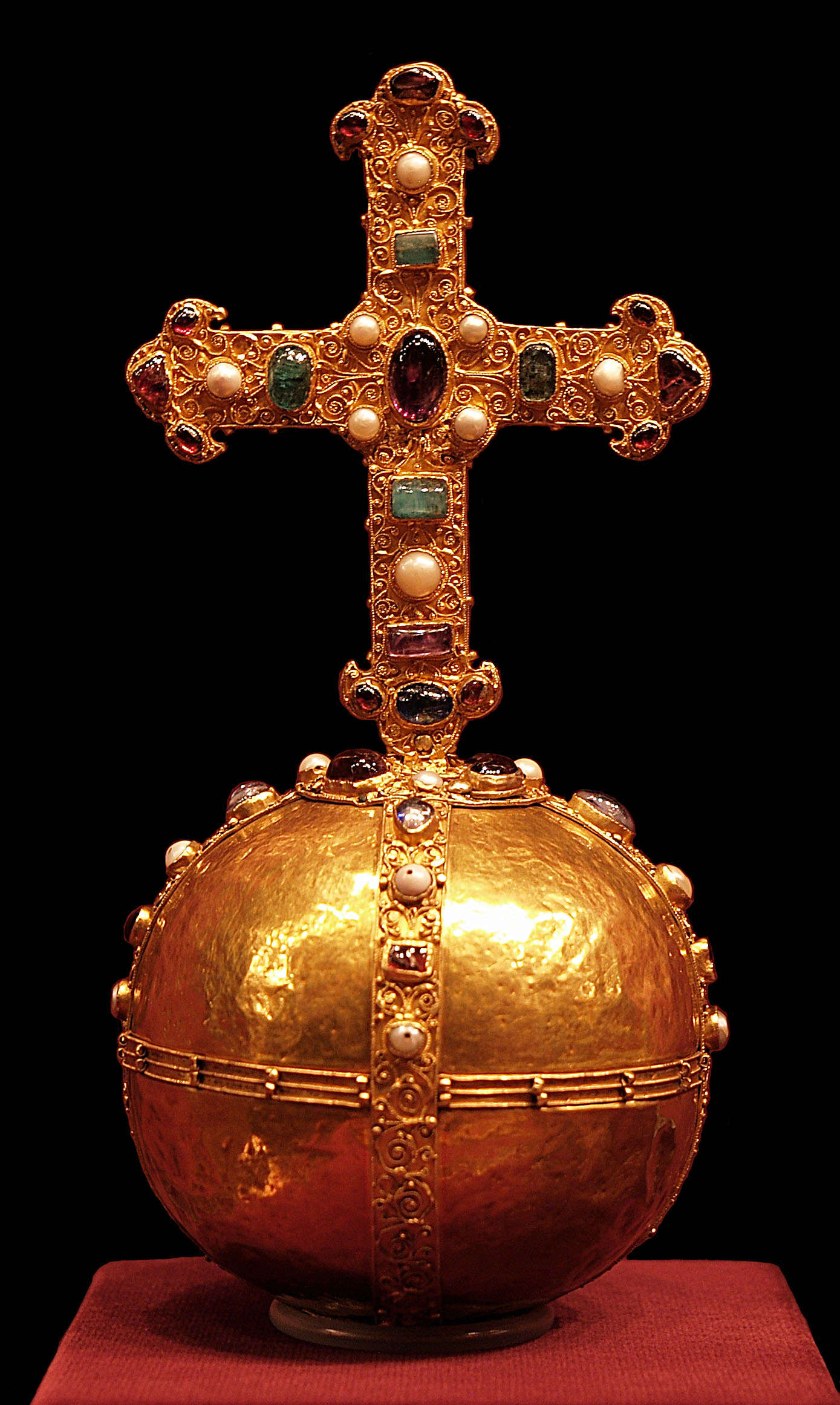
Der Reichsapfel des Heiligen Römischen Reiches

Der Reichsapfel, lateinisch Globus cruciger („kreuztragende Weltkugel“), ist ein Herrschaftszeichen in Form einer Weltkugel mit aufgesetztem Kreuz. Die Kugel steht für die Erde, Symbol für die Weltherrschaft des Kaisers, das Kreuz ist Zeichen für das Bekenntnis des Kaisers zum christlichen Glauben. Der Reichsapfel symbolisiert neben dem Zepter als weltlichem Symbol die religiöse Verbindung des Herrschers zu Gott als dem höheren Herrscher. Tatsächlich wurde dieser Grundsatz aber nie konsequent eingehalten, und der Reichsapfel gilt auch als Herrschaftsinsignie von Königen ohne Anspruch auf die Kaiserwürde.
In der christlichen Kunst, besonders im Bildtyp Salvator mundi, trägt Jesus Christus selbst oft dieses Zeichen.

## Reichsapfel des (Heiligen) Römischen Reichs

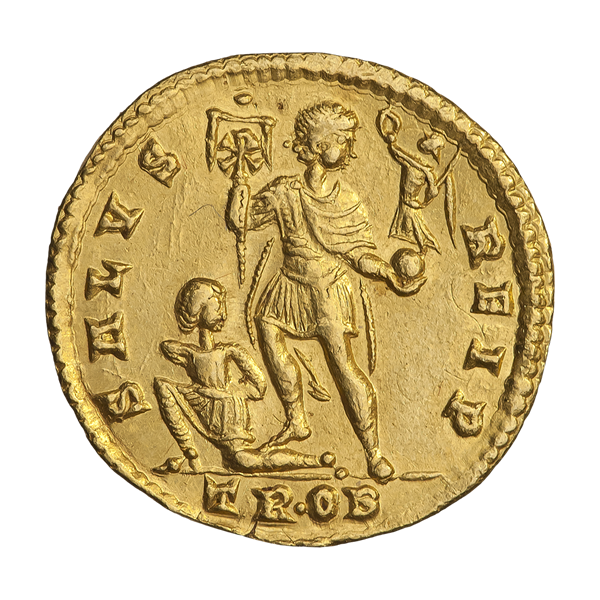
Rückseite eines Solidus des Gratian, in der Hand des Kaisers die Weltkugel mit Victoria
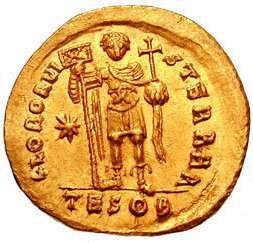
Rückseite eines Solidus des Theodosius II., in der Hand des Kaisers die Weltkugel mit Kreuz

Der Reichsapfel geht historisch auf den Globus der Römer zurück, der die Weltherrschaft des Römischen Reichs und damit die universale Reichsidee symbolisierte. Auf den römischen Münzen der Kaiserzeit wurde – besonders ab dem 3. Jahrhundert – häufig eine Victoria auf dem Globus dargestellt. Dieses Motiv wurde auch unter den christlichen Kaisern des 4. Jahrhunderts noch häufig genutzt, wobei Victoria nun eher als Personifikation denn als Gottheit verstanden wurde. Als sie jedoch mit dem Streit um den Victoriaaltar im späten 4. Jahrhundert als heidnisches Symbol in Misskredit geriet, wurde sie auf den Münzen durch ein Kreuz ersetzt, das nun den Globus krönte.
Diese christliche Abwandlung der Weltherrschaftssymbolik wurde in der Folgezeit ein wichtiges Attribut derjenigen irdischen Herrscher, die ihre Macht von Jesus Christus ableiteten (Gottesgnadentum), besonders der oströmischen Kaiser und der Könige (Kaiser) des – darum „heilig“ genannten – Heiligen Römischen Reichs. Auf mittelalterlichen und neuzeitlichen Münzen sind diese häufig mit dem Reichsapfel in der linken Hand dargestellt. Auch auf Münzen der rheinischen Pfalzgrafen (kurfürstliche Linien) ist der Reichsapfel dargestellt, denn sie hatten das Amt des Erztruchsesses inne, das durch den Reichsapfel symbolisiert wurde (Erzämter).
Ein erster Hinweis auf einen überreichten Reichsapfel findet sich kurz vor der Kaiserkrönung Heinrichs II. durch Papst Benedikt VIII. am 14. Februar 1014. Benedikt VIII. und die römische Bürgerschaft zogen Heinrich II. weit entgegen und bereiteten ihm noch vor Rom einen feierlichen Empfang, wobei der Papst einen mit Edelsteinen besetzten und mit einem goldenen Kreuz geschmückten Reichsapfel aus Gold überreichte, den er zuvor für diesen Anlass fertigen ließ. Heinrich II. gab diesen Reichsapfel an das Kloster Cluny weiter. Abt Odilo von Cluny hatte mit dem Hof am 25. Dezember 1013 in Pavia das Weihnachtsfest gefeiert und war auch bei der Kaiserkrönung zugegen.
Ein Reichsapfel wurde ferner im Jahr 1191 bei der Kaiserkrönung Heinrichs VI. dem neuen Kaiser überreicht. Die Form des Kreuzes und die Filigranornamente legen nahe, dass dieser Reichsapfel nicht wesentlich früher entstanden sein kann. Andererseits gibt es aber keine Anhaltspunkte dafür, dass der Reichsapfel des Heiligen Römischen Reiches, der heute in der Schatzkammer in Wien aufbewahrt wird, dem Kaiser überreicht wurde. Das Lexikon des Mittelalters schreibt dazu: „Die traditionellen Krönungsinsignien, darunter Zepter und Reichsapfel, wurden aus dem Hort beliebig ausgewählt.“

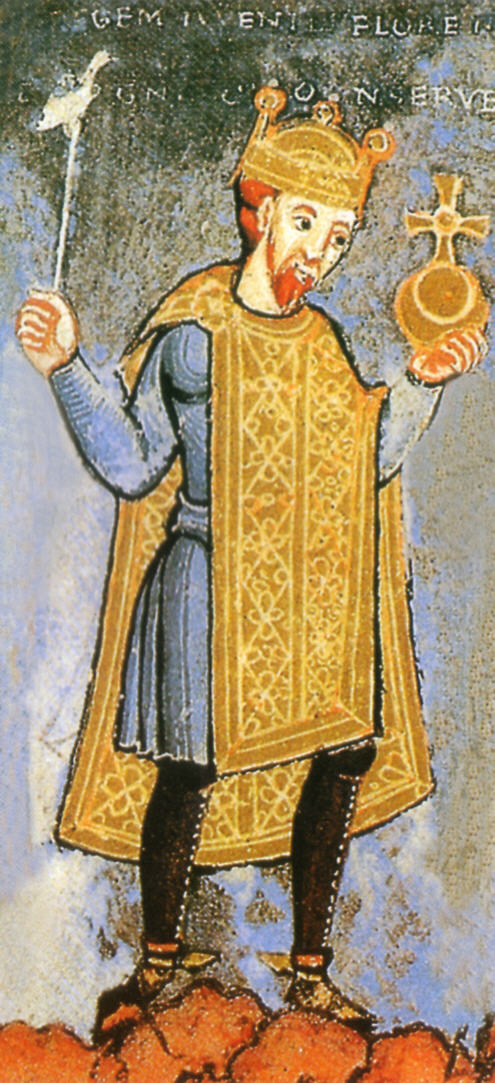
Kaiser Heinrich III. mit Zepter und Reichsapfel, Miniatur aus dem Perikopenbuch Heinrichs III., Echternach um 1040
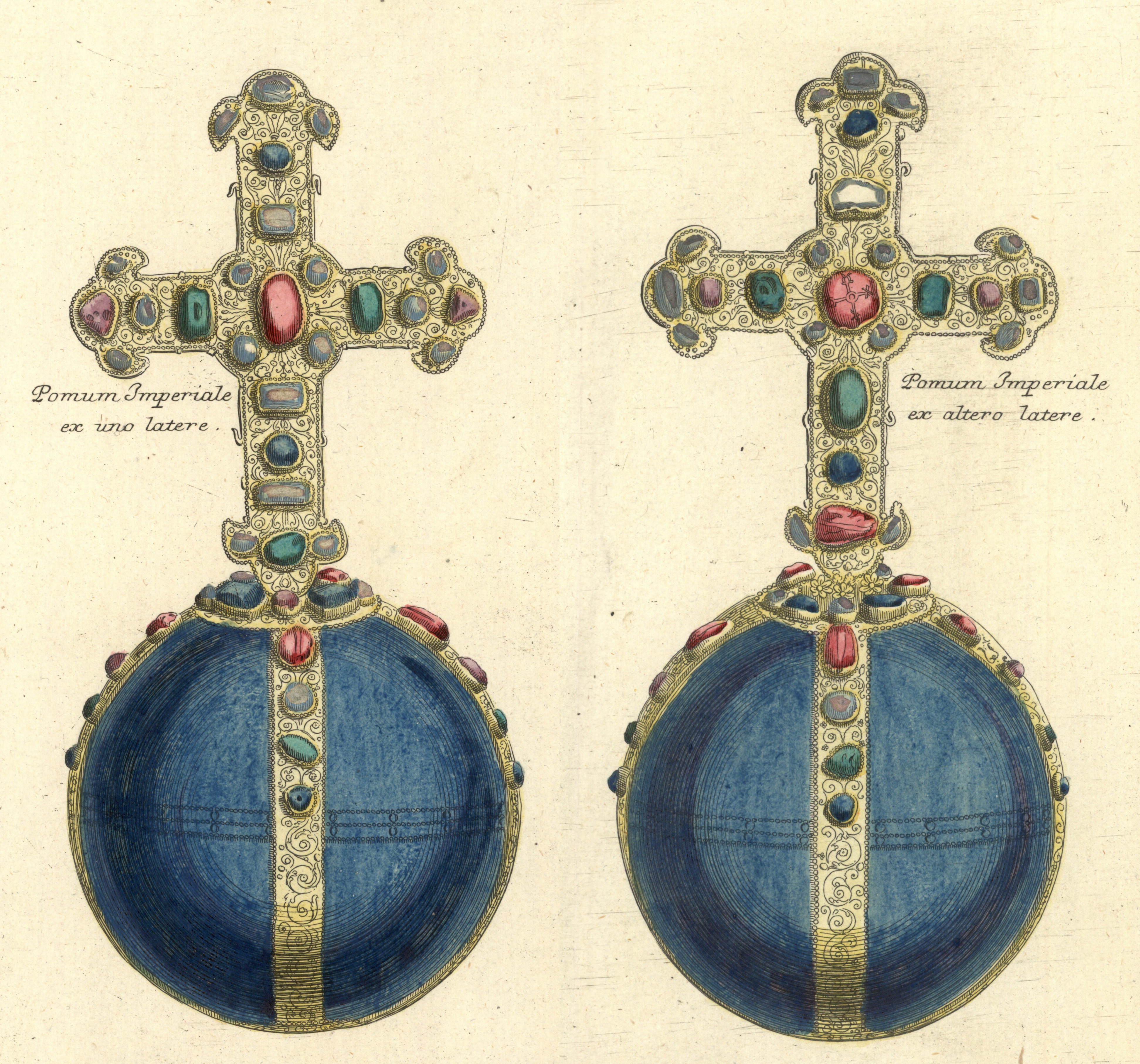
Reichsapfel des Heiligen Römischen Reiches (Vorder- und Rückseite), Stich von 1755
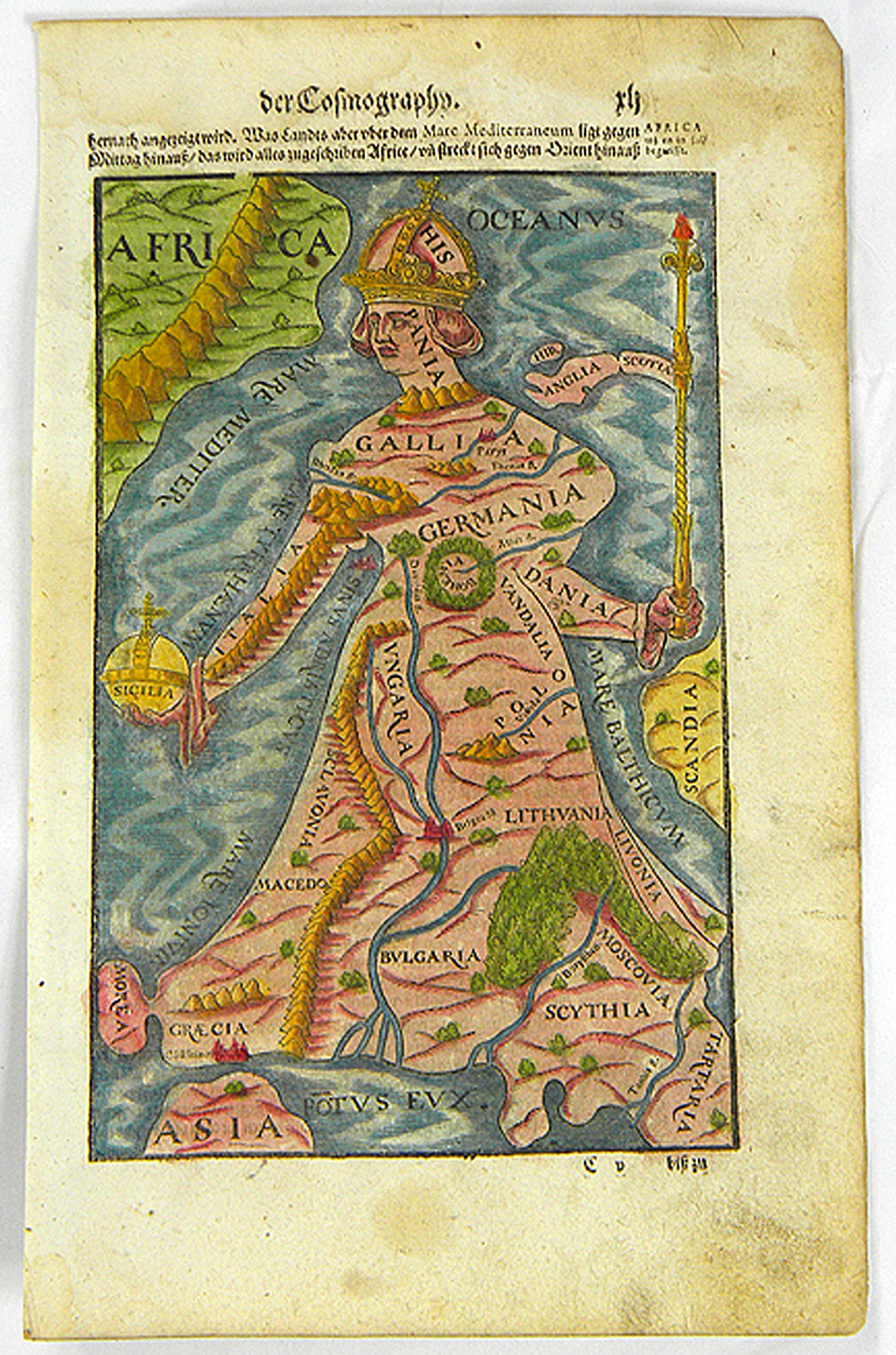
Karte der Europa Regina mit Sizilien als goldenem Reichsapfel
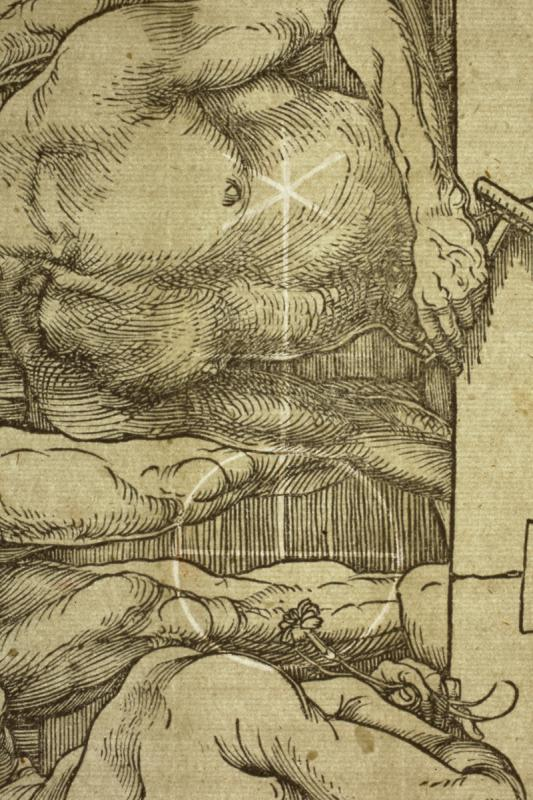
„Der große Reichsapfel mit Strich und Stern“, um 1498 verwendetes Wasserzeichen im Papier zu Albrecht Dürers Holzschnitt Das Männerbad
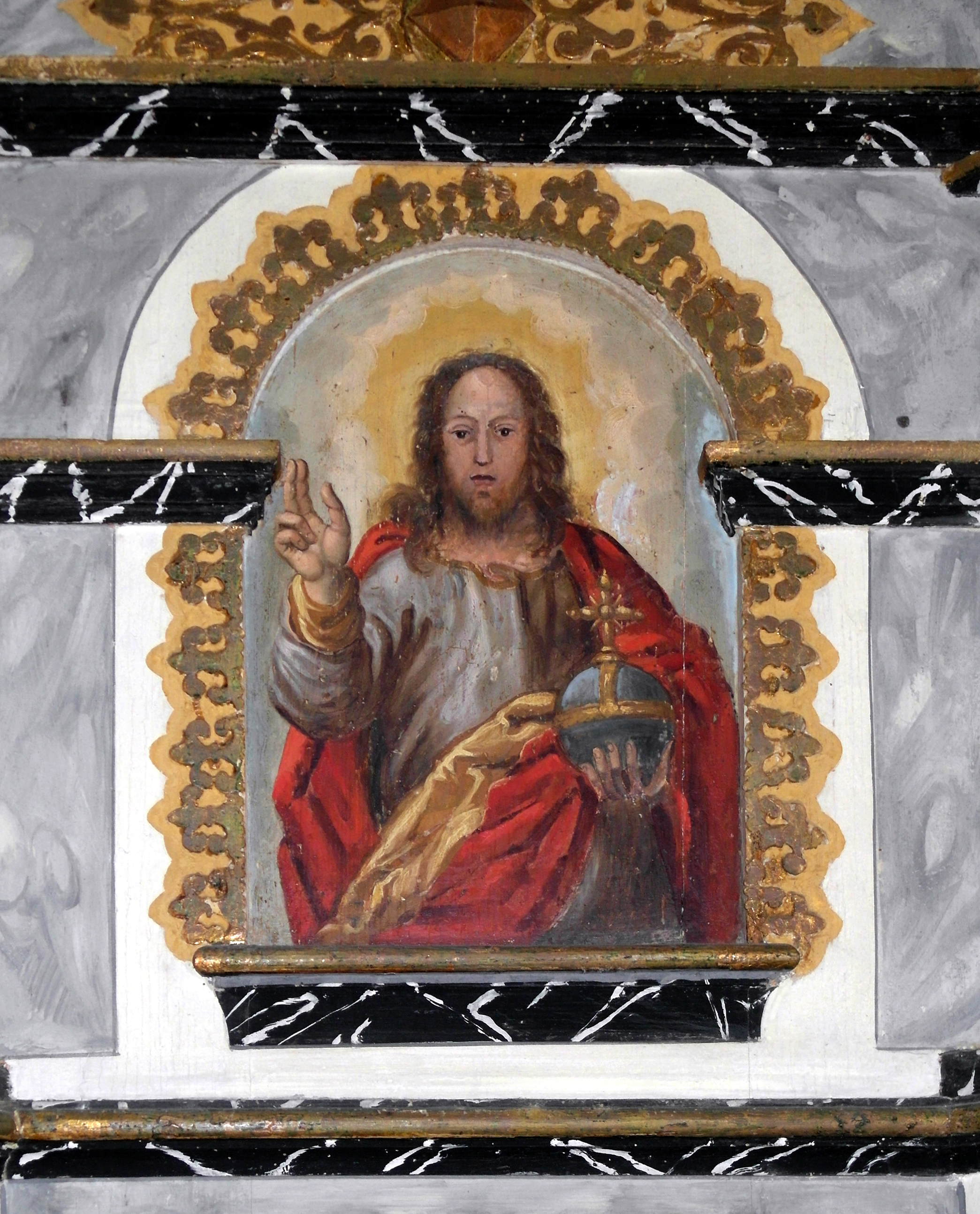
Christus mit dem Globus cruciger (17. Jahrhundert)

## Reichsäpfel anderer Monarchien

### Kaiserreich Österreich
Zum Reichsapfel des Kaisertums Österreich siehe Österreichische Kaiserkrone.

### Königreich Großbritannien
Für den Reichsapfel des Königreichs Großbritannien siehe Reichsapfel britischer Monarchen.

### Dänemark
Die Reichsinsignien der dänischen Könige sind im Keller des Schlosses Rosenborg aufbewahrt.

### Norwegen
Der Reichsapfel der norwegischen Reichsinsignien wurde 1818 in Stockholm angefertigt und besteht aus vergoldetem Silber. Der Globus wird von einem mit Rosen dekorierten Goldband in zwei Hälften geteilt. Ein ähnliches Band teilt die obere Halbkugel in zwei Teile. Darauf steht ein Reichsapfel in Kleinformat mit einem ziselierten lateinischen Kreuz. Siehe auch: Reichsschwert (Norwegen)

### Preußen
Der preußische Reichsapfel in Form einer blau emaillierten Kugel mit Goldreif und goldenem Kreuz ist mit 50 facettierten farbigen Edelsteinen und weiteren 36 Rubinen geschmückt und wurde 1700 als Krönungsinsigne für die Krönung König Friedrichs I. 1701 geschaffen. Er ist heute zusammen mit Preußischen Kronjuwelen im Schloss Charlottenburg in Berlin als Leihgabe der Familie Hohenzollern ausgestellt.

### Königreich Böhmen
Die Kronjuwelen des Königreichs Böhmen mit dem Reichsapfel werden im Veitsdom in Prag aufbewahrt.

### Schweden
Die Reichsinsignien der schwedischen Könige sind in der Schatzkammer des Stockholmer Schlosses ausgestellt.

### Ungarn
Der ungarische Reichsapfel ist mit der Stephanskrone im Kuppelraum des ungarischen Parlamentsgebäudes in Budapest aufbewahrt. Auf dem Globus steht ein Patriarchenkreuz anstatt eines lateinischen Kreuzes.

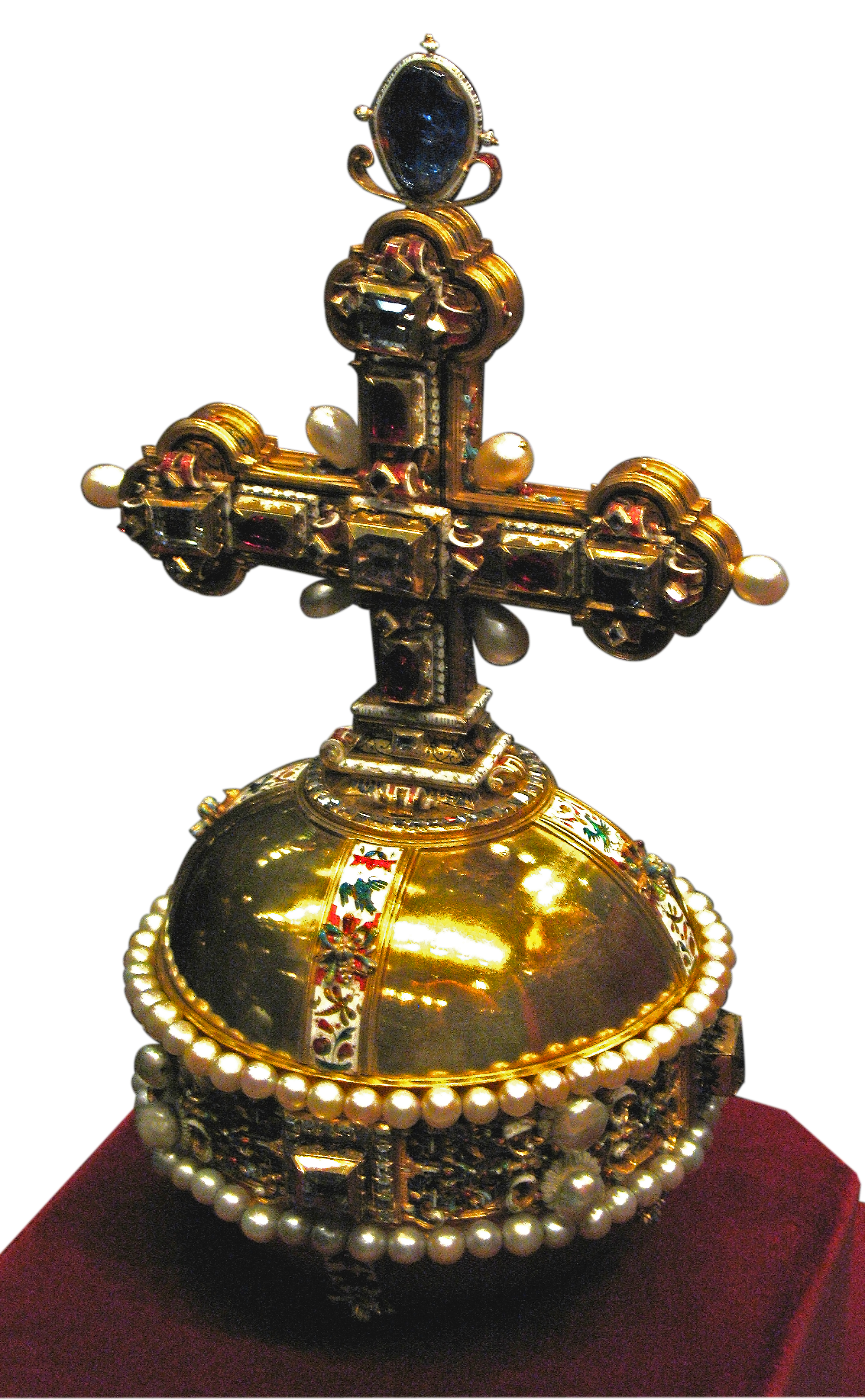
Der österreichische Reichsapfel
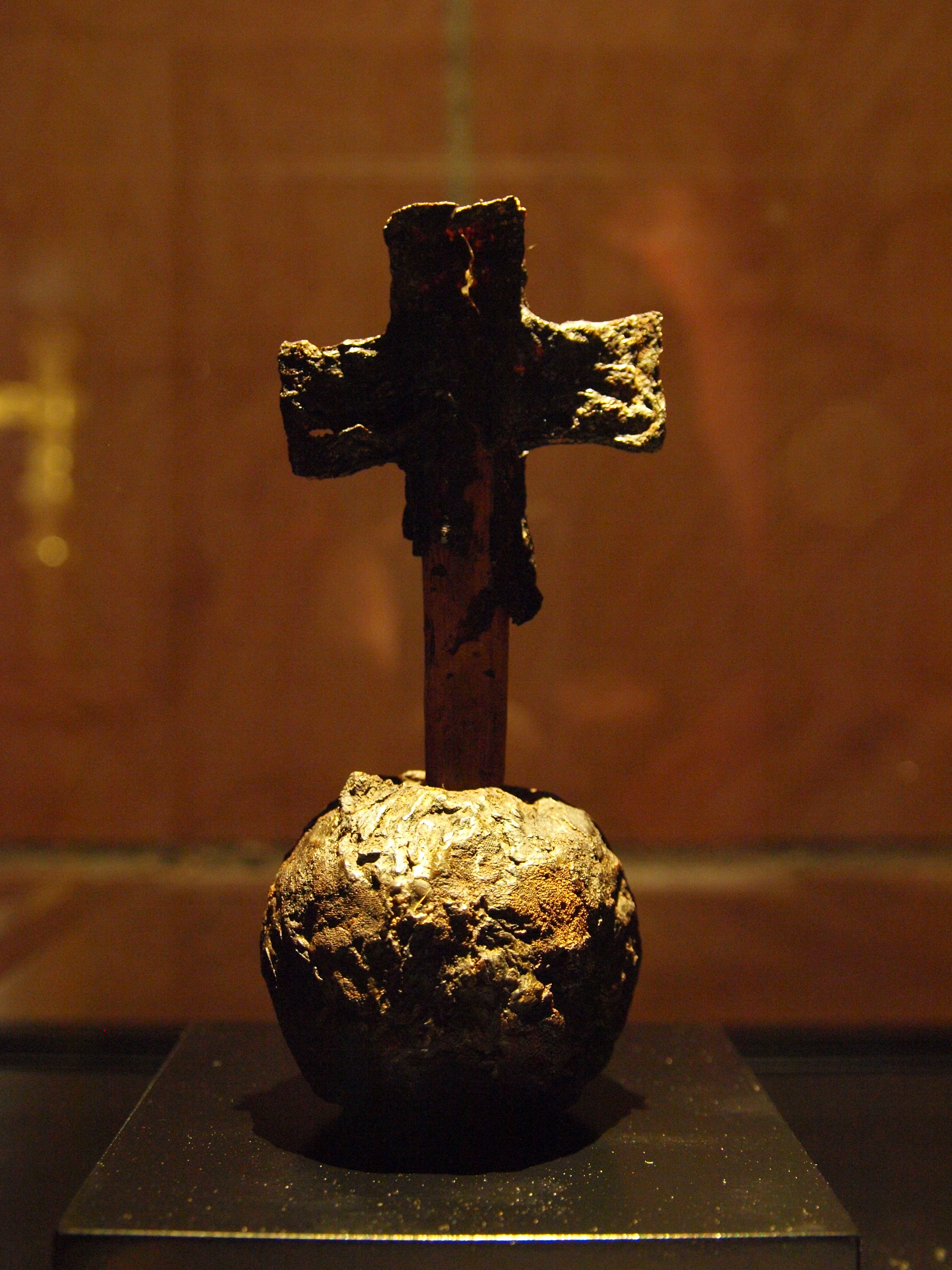
Reichsapfel aus dem Grabinventar Heinrichs III. bestehend aus Eisen, Holz und Bienenwachs

## Reichsapfel in der Heraldik
In der Heraldik ist der Reichsapfel eine gemeine Figur und sehr verstreut in den Wappen zu finden. Die Darstellung erfolgt durch eine Kugel mit aufgesetztem Kreuz. Um die Kugel ist ein Metallband wie ein Äquator gespannt und mittig wird das Band nach oben weiter geführt, so dass es im Kreuz ausläuft. Die weltliche Macht symbolisierend, ist im deutschen Sprachraum durch den Truchsess als besonderen Beamten dem Kaiser dieses Insigne vorangetragen worden. Die Pfalzgrafen hatten dieses Symbol in ihren Wappen übernommen. Dabei waren wohl die bayrischen, rheinischen und die kurpfälzischen Pfalzgrafen die Besten des Heiligen Römischen Reichs Deutscher Nation. Hier ist der Reichsapfel im Wappen etwas gehäufter. Als Insigne hält der Preußenadler das Zeichen links und das Zepter rechts im Fang. Wiederholung auch im Oberwappen des Wappens Königreich Preußen. Hier ist der Reichsapfel blau mit goldenem Kreuz am Reif.

Aidlingen – In Silber ein blauer Reichsapfel (Fleckenzeichen) mit goldenem Beschlag und blauem Tatzenkreuz besteckt
Backnang – In Schwarz ein blauer Reichsapfel mit goldenem Beschlag und Kreuz
Kleinaitingen – In Rot ein goldener Reichsapfel
Nackenheim – silbern mit silbernem Kreuz sowie ein Mainzer Rad
Schwabmünchen – Geteilt von Rot und Silber; darauf ein Gemarkungszeichen in Form eines blauen Reichsapfels mit goldenem Kreuz und goldenem Reif
Ubstadt – In Blau ein roter Reichsapfel mit goldenem Beschlag und goldenem Kreuz
Untergruppenbach – In Rot ein goldener Reichsapfel mit Kleeblattkreuz
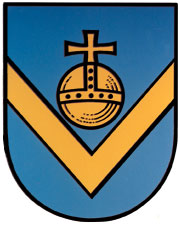
Wiesbaden-Schierstein
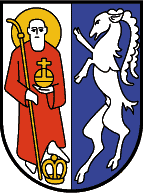
St. Gerold (A) – Einsiedler Gerold mit goldenem Reichsapfel
Uppsala und Uppland (S) – In Rot ein goldener Reichsapfel mit goldenem Kreuz
Chevigny-Saint-Sauveur  (F)
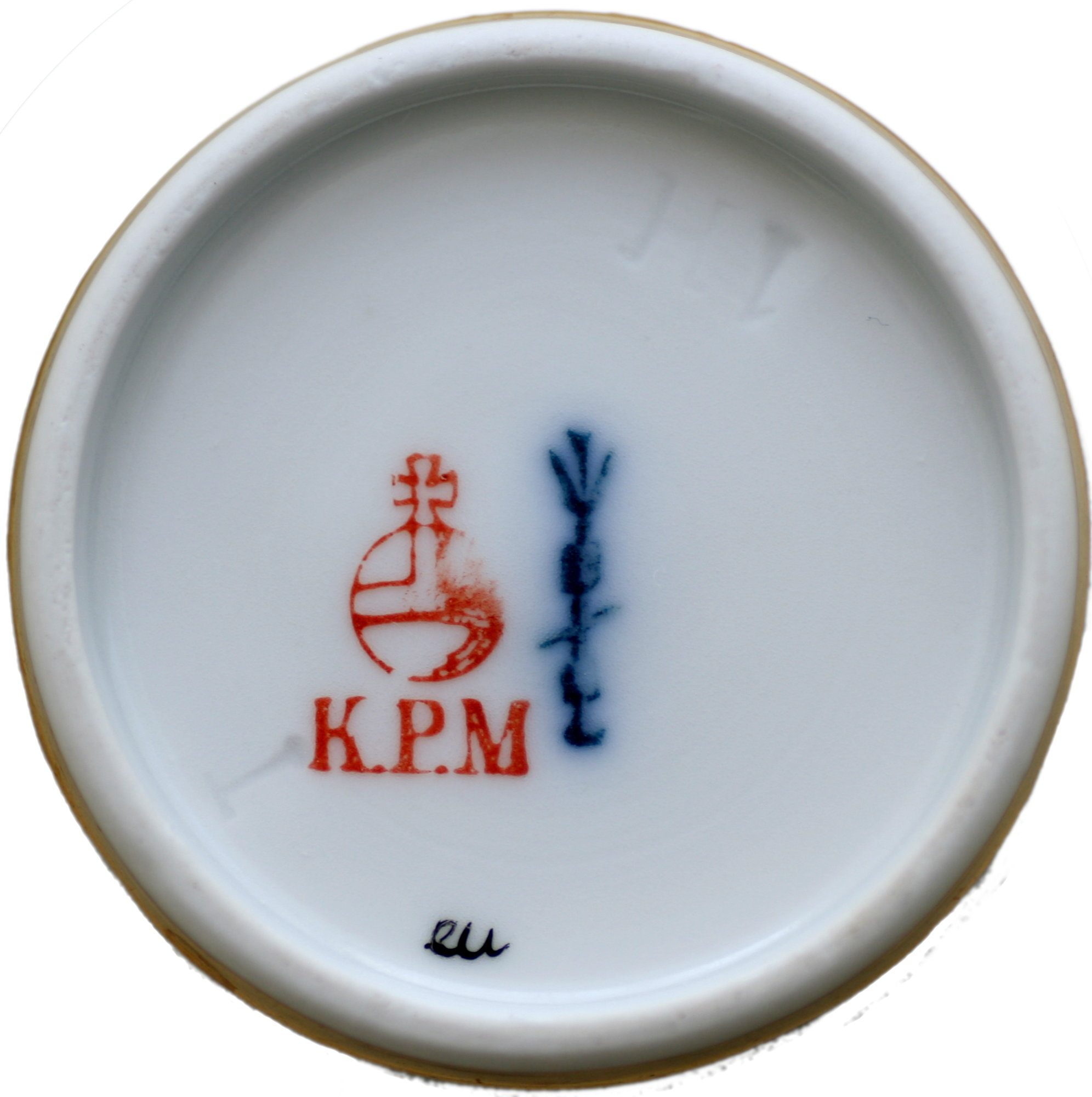
Königliche Porzellan-Manufaktur Berlin, Signet von 1841, Gefäßboden

## Reichsapfel in der Numismatik

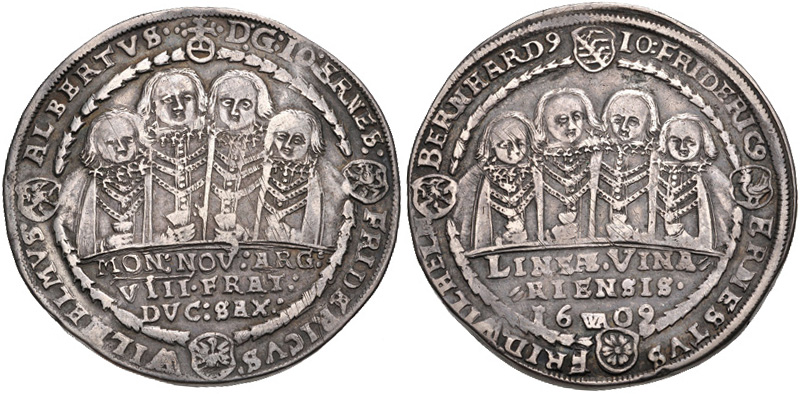
Achtbrüdertaler von 1609, ein Reichstaler mit dem Reichsapfel

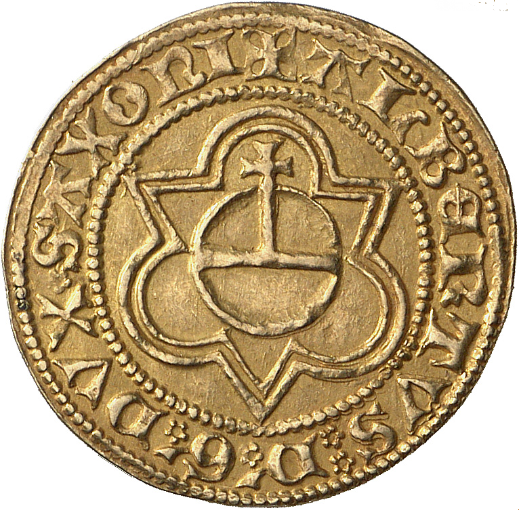
Goldgulden mit Reichsapfel

Die Reichstaler, vor allem die sächsischen Reichstaler der albertinischen und ernestinischen Linie und die Wechseltaler tragen auf der Vorderseite in der Umschrift über dem Kopf des Herrschers einen kleinen Reichsapfel im Münzbild. (Siehe dazu auch: Münzstätte Dresden#Die Münzen der Münzstätte, Erbländischer Taler, Dreibrüdertaler (Kursachsen) und Schautaler zur Grundsteinlegung der Kapelle im Schloss Moritzburg bei Dresden – hier allerdings auf der Rückseite.) Hauptsächlich in Sachsen wurden so die Münzprägungen nach der Augsburger Reichsmünzordnung von 1559, der Sachsen 1571 beigetreten war, gekennzeichnet.
Der Gute Groschen zu 1⁄24 Reichstaler wurde wegen des großen Reichsapfels auch Apfelgroschen genannt.
Die sehr seltene goldene Münze Kursachsens, der Reichsgulden zu 21 Groschen (1584), eine ausgeprägte Rechnungsmünze, zeigt einen großen Reichsapfel, der ganz untypisch mit dem kursächsischen Staatswappen belegt ist.
Die Goldgulden der Groschenzeit Sachsens sind die ab 1454 nach dem Vorbild des rheinischen Gulden geprägten Goldmünzen der Wettiner mit einem Reichsapfel im Dreipass und dem stehenden Johannes den Täufer auf der Rückseite. Die Münzbilder wurden in Varianten bei sämtlichen Goldgulden der sächsischen Groschenzeit beibehalten.